# ساوترپس
ساوترپس (به انگلیسی: Southrepps) یک روستا و محله مدنی در بریتانیا است که در North Norfolk واقع شده‌است. ساوترپس ۸٫۴۵ کیلومتر مربع مساحت و ۸۱۵ نفر جمعیت دارد.